# Capacità a delinquere
La capacità a delinquere è la disposizione o inclinazione dell'individuo a commettere fatti contrari alla legge penale. Essa serve a calcolare la responsabilità e dunque la pena da applicare per il reato commesso.

## Normativa italiana
La capacità a delinquere deve essere accertata: ai sensi dell'art. 133 comma 2 del Codice Penale, la capacità a delinquere del soggetto va desunta da una serie di elementi, dei quali taluni si riferiscono al reato commesso ed altri ne prescindono.
Tali elementi sono:
1. i motivi a delinquere: il motivo è la causa psichica della condotta umana, ossia l'impulso, l'istinto, o il sentimento che ha spinto l'individuo ad agire. La capacità a delinquere dipende:
  - dalla natura dei motivi: che si distinguono in sociali ed antisociali, a seconda che conducono ad azioni che favoriscono od ostacolano la cooperazione e il benessere della società;
  - dall'intensità dei motivi: che possono essere fugaci, in quanto dettati da una situazione ambientale momentanea, oppure espressivi di una tendenza costante dell'individuo.
2. il carattere del reo: analizzare le componenti della sua personalità.
3. i precedenti del reo e in genere la sua vita antefatta: tutti i precedenti giudiziari del reo, le condanne penali riportate, i fatti criminosi amnistiati, le assoluzioni per prescrizione.
4. il comportamento contemporaneo e successivo al reato, per esempio l'aver commesso il delitto con indifferenza o cinismo.
5. l'ambiente: comprendere tutte le condizioni economiche, sociali, culturali e morali nel quale egli vive.

| Controllo di autorità | Thesaurus BNCF 41970 |